# Partij-Wittem
Partij-Wittem (Limburgs: Partei-Wittem) is een van de tien kerkdorpen van de gemeente Gulpen-Wittem, in het zuiden van de Nederlandse provincie Limburg. Het dubbeldorp bestaat uit twee kernen: Partij en Wittem.

## Ligging
Het dorp ligt op de rechteroever van de rivier de Geul en wordt omgeven door een landelijk en heuvelachtig gebied. Op de linkeroever van de Geul bevinden zich de hoofdplaats Gulpen en de Gulperberg. Ten zuidwesten van Partij ligt op een uitloper van het Plateau van Crapoel het Dunnenbos, een hellingbos.
De twee kernen van het tweelingdorp worden van elkaar gescheiden door de drukke provinciale weg N278. Vroeger was dit de oude heerweg van Maastricht naar Aken. Ten zuiden van deze weg ligt het gehucht Partij; ten noorden ligt de buurtschap Wittem. De belangrijkste woonkern is Partij; in Wittem liggen rondom het kasteel en klooster slechts enkele toeristische winkels, een café-restaurant en een paar verspreide woningen. De buurtschappen Sinselbeek en Cartils worden eveneens tot Partij-Wittem gerekend.

## Geschiedenis
De eerste officiële vermelding van Partij, als dae torteyd, dateert uit 1364, wat zou zijn afgeleid van het Latijnse woord tortata, hetgeen 'bocht' of 'kromming' betekent. Wittem wordt reeds in 1135 vermeld als Witham. Op het grondgebied van de toenmalige heerlijkheid Wittem lag het van oorsprong 13e-eeuwse kasteel Wittem. In 1733 werd een zijtak van de Selzerbeek afgeleid, die voor de drinkwatervoorziening van kasteel- en dorpsbewoners moest zorgen.

## Bezienswaardigheden
De belangrijkste gebouwen in Partij-Wittem zijn het kasteel Wittem en het Redemptoristenklooster Wittem. Kasteel Wittem stamt uit de 13e eeuw, hoewel het later meerdere keren is verbouwd. Bij het kasteel ligt een kasteelhoeve uit de 18e/19e eeuw. In de buurtschap Cartils staat het kasteel Cartils uit de 15e-16e eeuw.
De Wittemermolen is gedeeltelijk over de Selzerbeek gebouwd, zodat het waterrad inpandig kon worden opgehangen. De vroegere forellenvijver van het kasteel doet dienst als molenvijver. De huidige eigenaar van de molen is de stichting Het Limburgs Landschap.
In het bekende Redemptoristenklooster, deels nog uit de 18e eeuw, wordt de heilige Gerardus Majella vereerd. De barokke kloosterkerk, waarvan delen ontworpen zijn door de Duitse bouwmeester Johann Conrad Schlaun, fungeert als parochiekerk voor het tweelingdorp, met als patroonheiligen de heilige Alfonsus en de heilige Johannes van Nepomuk. Het oudste gedeelte van de kerk ligt thans volledig ingeklemd tussen het klooster en het nieuwere deel van de kerk. Van buitenaf zijn alleen de 19e-eeuwse voorgevel en de barokke klokkentoren zichtbaar. Een aanbouw uit de jaren 1960 is gelegen aan de buitenzijde van het complex, begrensd door de weg naar Eys. In Partij ligt ook een klooster, het redemptoristinnenklooster Mariëndaal, dat echter geen rijksmonument is.
Aan de Wittemerweg bevindt zich een herdenkingsmonument voor slachtoffers uit Partij-Wittem van het oorlogsgeweld tijdens de Tweede Wereldoorlog. Ten zuidwesten van het dorp, in het Dunnenbos, staat een moordkruis.

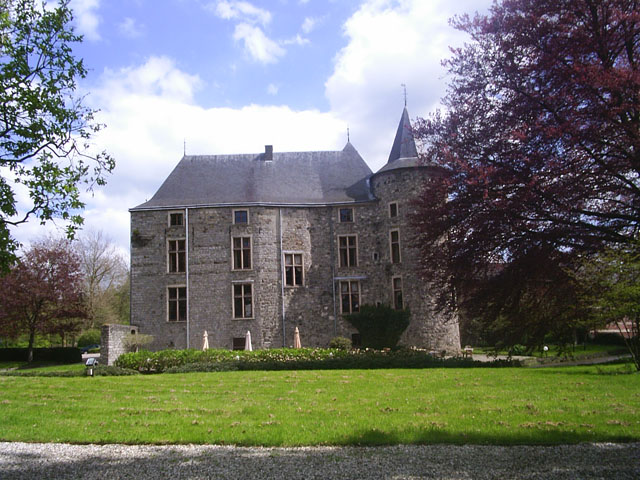
Kasteel Wittem
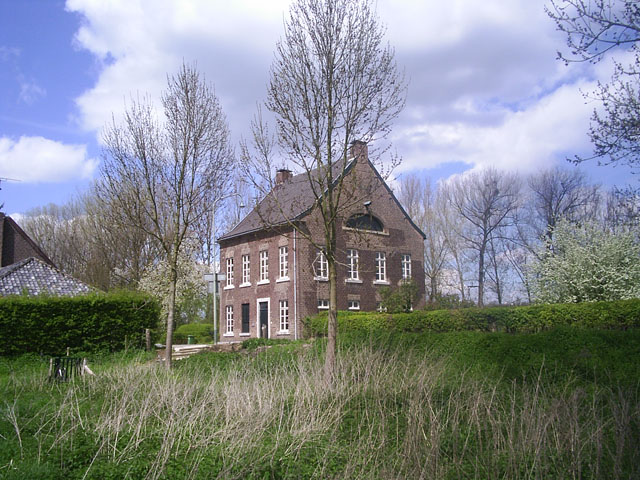
Wittemermolen
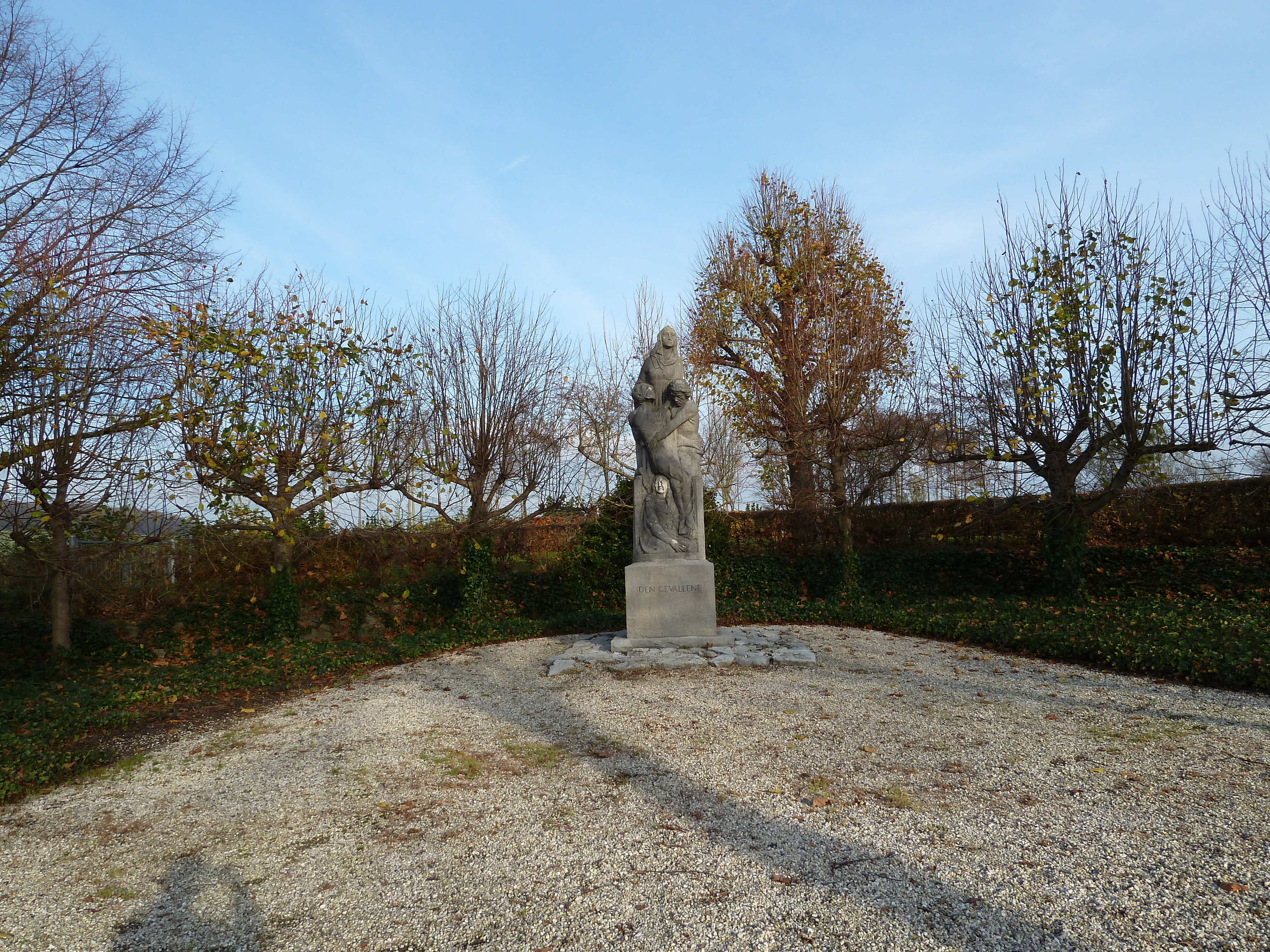
Herdenkingsmonument
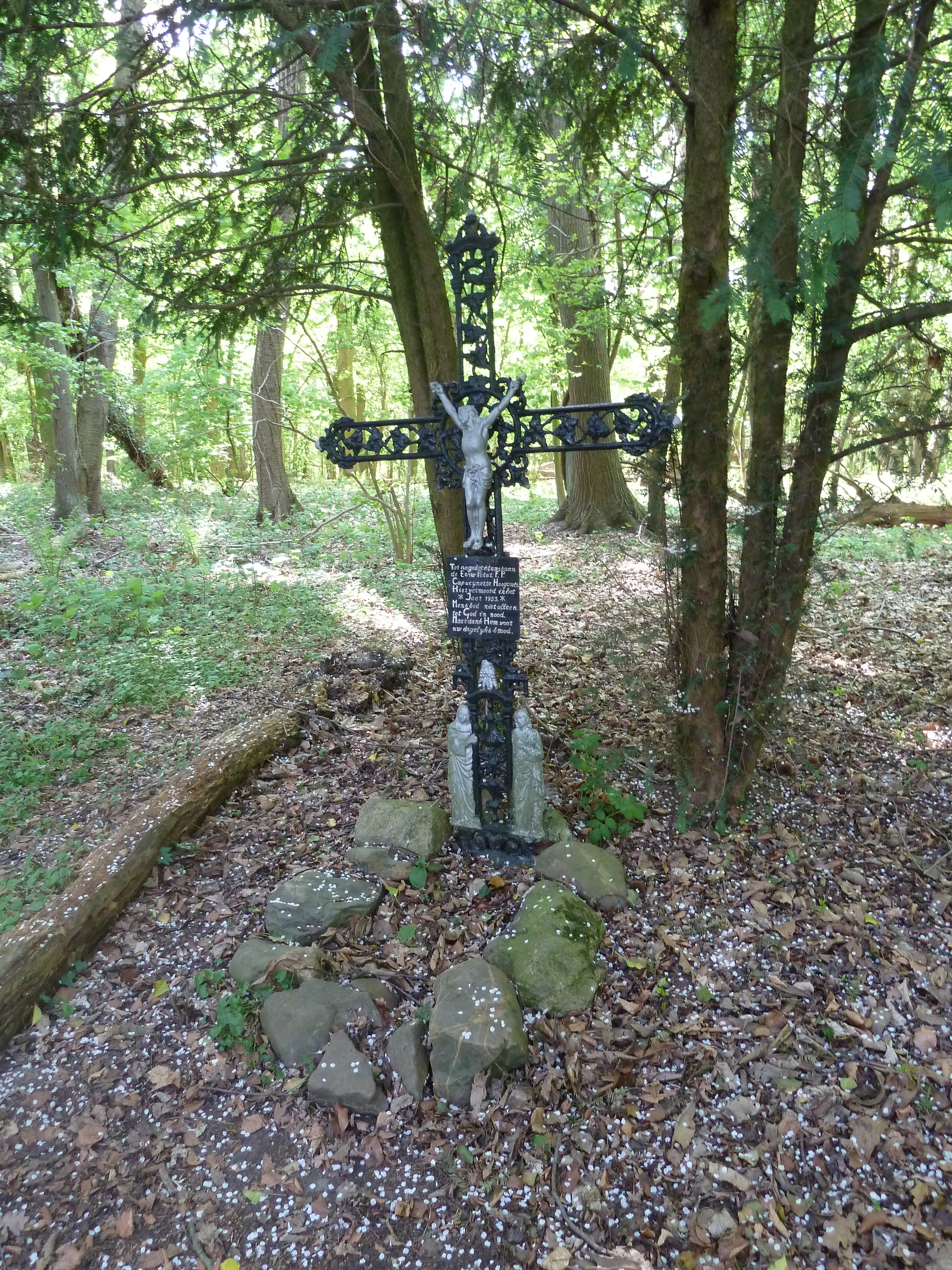
Moordkruis Dunnenbos

Dorpen: Epen · Eys · Gulpen · Mechelen · Nijswiller · Partij-Wittem · Reijmerstok · Slenaken · Wahlwiller · Wijlre

Gehuchten en buurtschappen: Beertsenhoven · Berghem · Berghof · Beutenaken · Billinghuizen · Bissen · Bommerig · Broek · Cartils · Crapoel · Dal · Diependal · Elkenrade · Elzet · Eperheide · Etenaken · Euverem · Eyserhalte · Eyserheide · Gracht Burggraaf · Heijenrath · Helle · Hilleshagen · Höfke · Hoogcruts · Hurpesch · De Hut · Ingber · Kapolder · Kleeberg · Klein-Kullen · Klein-Kuttingen · Kosberg · Kuttingen · Landsrade · Overeys · Overgeul · Partij · Pesaken · De Piepert · Plaat · Schilberg · Schweiberg · Sinselbeek · Stokhem · Terpoorten · Terziet · Trintelen · Waterop · Wittem

Limburg: Steden en dorpen      Nederland: Provincies · Gemeenten